# Parc national de Göygöl

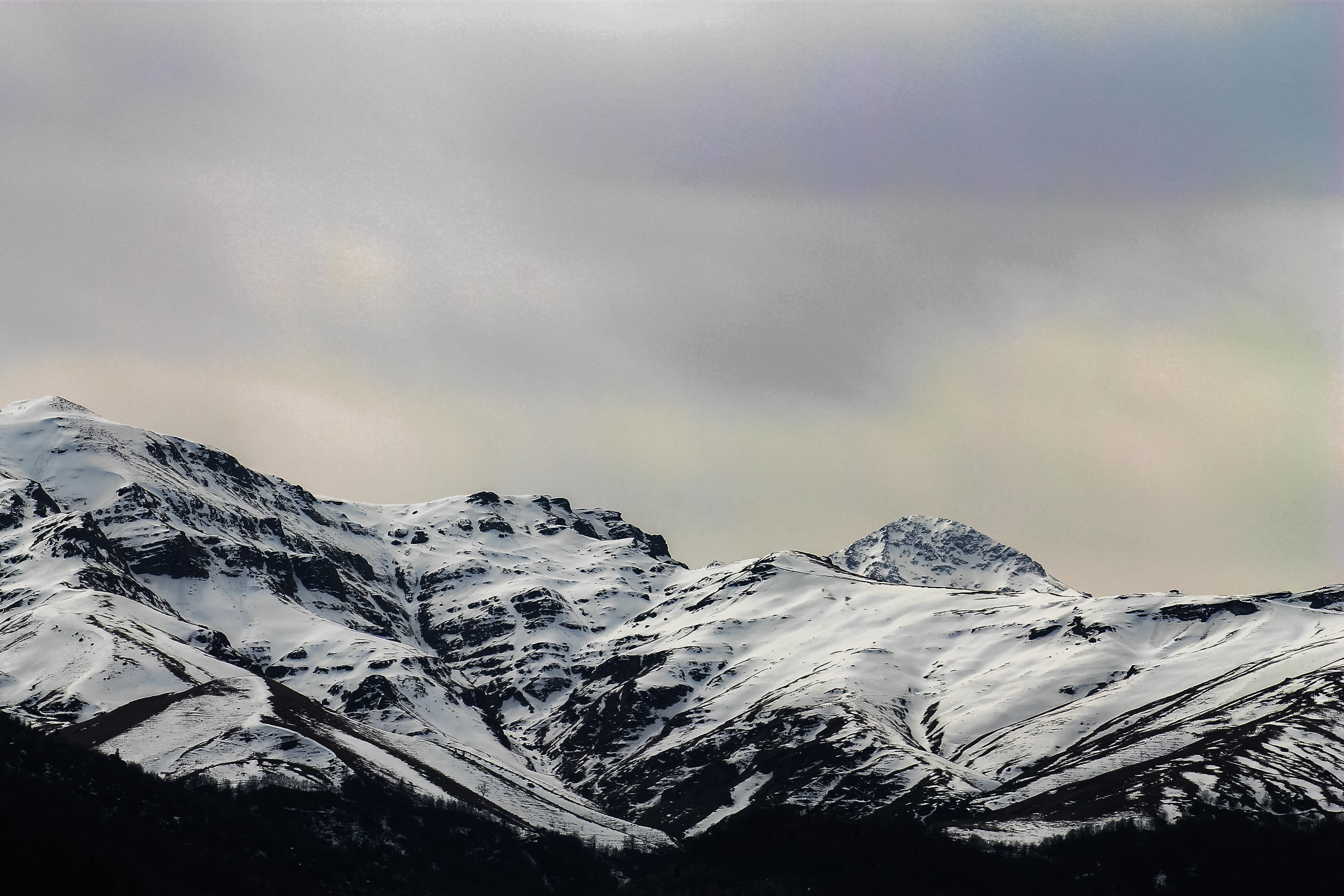
Les montagnes enneigées de Murovdag dans le parc national de Göygöl. Mars 2018.

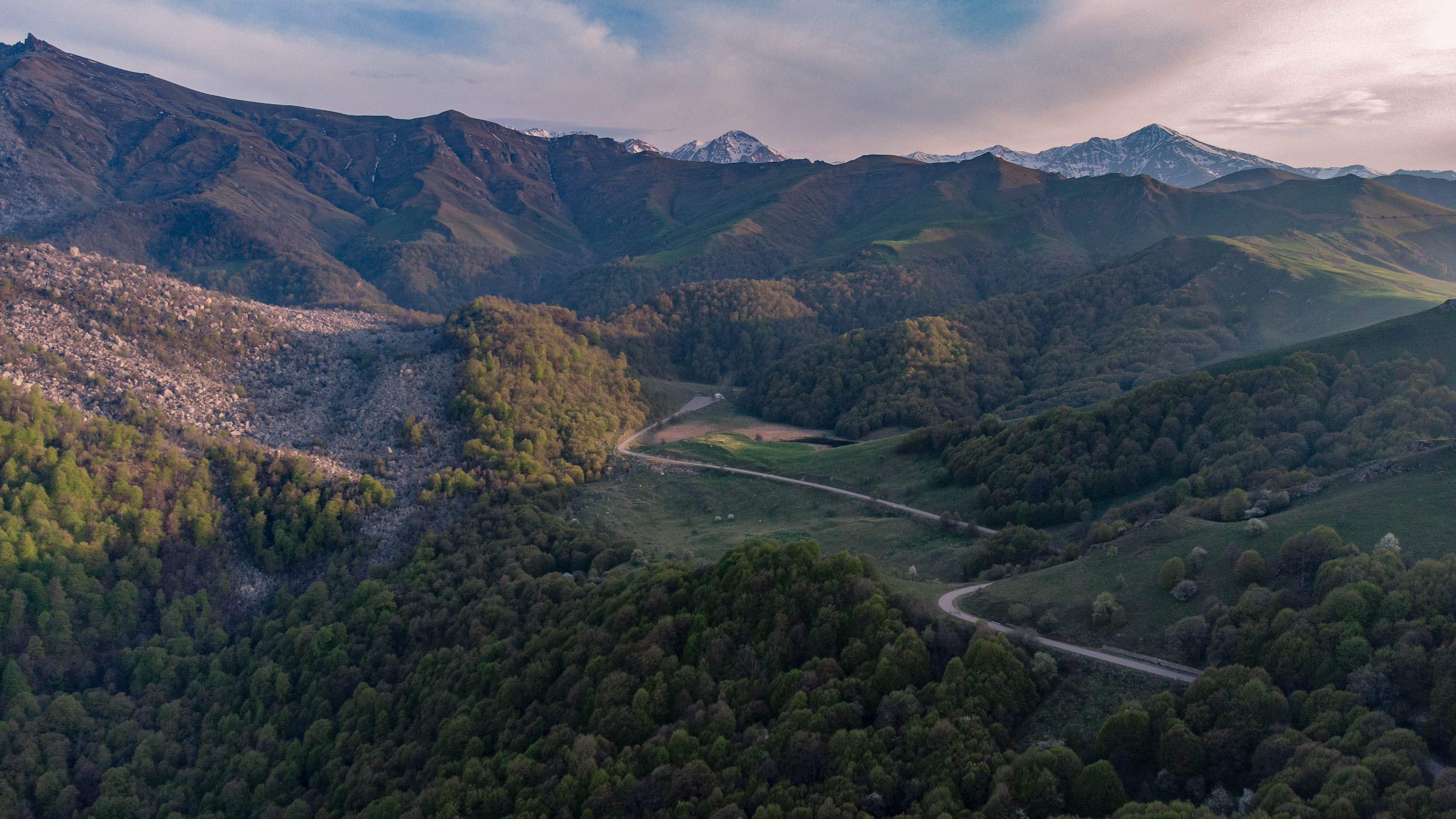
Dans le parc national de Göygöl. Avril 2022.

Le parc national de Göygöl est un parc national situé en Azerbaïdjan.
Le parc est centré autour du lac Göygöl, qui signifie en français « lac bleu ». Le lac provient d'un tremblement de terre en 1139 où le lit de la rivière a été bouché.

## Histoire
La région de Göygyöl avec ses forêts environnantes sont reconnues pour leur abondance. Ainsi, l'idée d'établir une réserve sur ce site a émergé dans les années 1910-1912, ce qui a abouti à la création de la première réserve du pays, la réserve naturelle d’État de Göy Göl en 1925. Cette réserve a ensuite été supprimée puis ré-établie en accord avec le public le 14 juillet 1965, avec l'ordre n°475 du ministère soviétique SSR de l’Azerbaïdjan. Le parc national a ensuite été officialisé le 1er avril 2008 sur ordre du président de l’Azerbaïdjan sur les bases de la réserve naturelle de Göygyöl sur le territoire de Khanlar (actuel Göygyöl). Le site a ensuite été agrandi, passant de 6739 hectares à 12 755 hectares.  